# Горушка (Угловское городское поселение)
Горушка — деревня в Окуловском муниципальном районе Новгородской области, относится к Угловскому городскому поселению.

## Географическое положение
Деревня Горушка расположена на юге западного берега Иногощенского озера, в 6,2 км к северу от посёлка Угловка в 11 км к юго-востоку от деревни Озерки, в 17 км к юго-востоку от города Окуловка.
На противоположном берегу Иногощенского озера находится деревня Иногоща.

## Население
| 2002 | 2010 | 2011 |
| ---- | ---- | ---- |
| 19   | ↘11  | →11  |

## История
В 1773—1927 деревня Горушка находилась в Боровичском уезде Новгородской губернии. С начала XIX века до 1918 относилась к Шегринской волости Боровичского уезда.
Отмечена на карте 1826—1840.
В 1911 в деревне Горушка было 26 дворов с 39 домами и населением 141 человек.
Деревня Горушка входила в состав Озерковского сельского поселения. В 2010 вошла в состав Угловского городского поселения.
В настоящее время в деревне имеется действующая часовня-храм, освящённая во имя Казанской иконы Божией Матери.

## Транспорт
Ближайшая ж/д станция «Угловка» — в 7 км от деревни Горушка.